# 阿尔瓦罗·拉斐尔·冈萨雷斯
阿尔瓦罗·拉斐尔·冈萨雷斯（西班牙語：Álvaro Rafael González，1984年10月29日—），乌拉圭足球运动员，曾效力于意甲拉素和杜里諾。現效力於烏拉圭足球甲級聯賽球會捍衛者體育會。